# Festella
Festella is een geslacht van rechtvleugeligen uit de familie sabelsprinkhanen (Tettigoniidae). De wetenschappelijke naam van dit geslacht is voor het eerst geldig gepubliceerd in 1894 door Giglio-Tos.

## Soorten
Het geslacht Festella omvat de volgende soorten:
- Festella festae Giglio-Tos, 1893
- Festella rammei Çiplak, 2000